# Eupithecia variostrigata
Eupithecia variostrigata är en fjärilsart som beskrevs av Alphéraky 1877. Eupithecia variostrigata ingår i släktet Eupithecia och familjen mätare. Inga underarter finns listade i Catalogue of Life.